# Distrito de Sultangazi

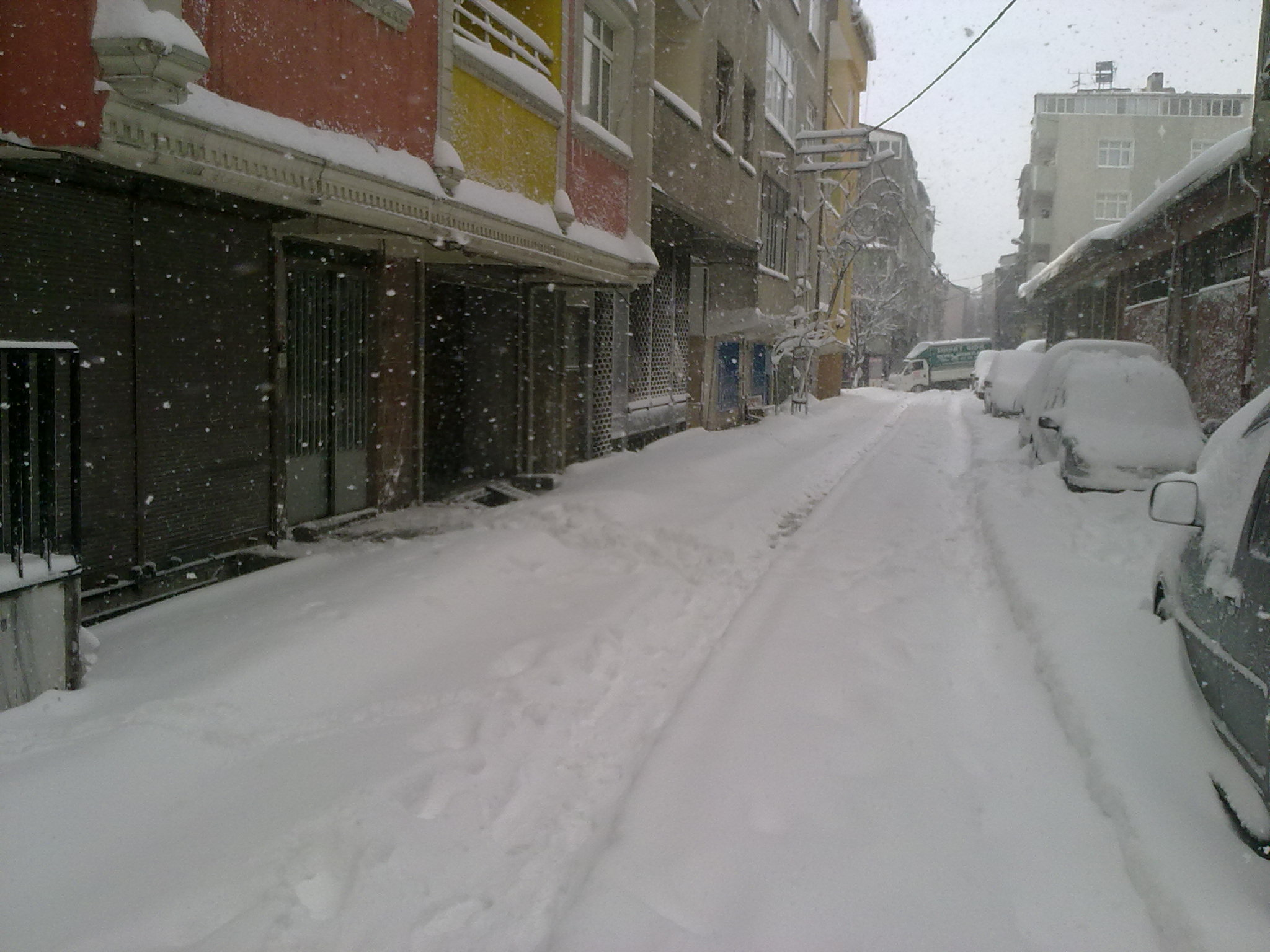
Sultangazi en invierno (2012)

Sultangazi es un distrito de Estambul, Turquía, situado en la parte europea de la ciudad. Cuenta con una población de 492.212 habitantes (2012). La población del distrito incluye comunidades procedentes de Bulgaria y la antigua Yugoslavia, así como turcos del mar Negro, alevíes y kurdos.